# Tifton 85
Tifton 85 é uma variedade híbrida de Bermudagrass Cynodon dactylon , desenvolvido e lançado pela Estação de Pesquisa Agrícola do USDA em Tifton, Geórgia pelo Dr. Glenn Burton.

## História
Tifton 85 é o melhor de muitos híbridos F1 entre PI 290884 da África do Sul e Tifton 68, sendo um pentaplóide estéril.

## Características
Gramínea perene, estolonífera e rizomatosa. Estolões e rizomas grandes e grosso que se espalham por toda a área. Porte alto quanto comparado com as demais. Colmo e folhas de cor verde escuro.
Adapta-se bem e possui certa exigência em fertilidade. Responde bem a adubações nitrogenadas. Possui alta produção com elevado valor nutritivo.
Utilizada para pastejo direto dos animais e fenação..